# Lista de jogos para Gizmondo

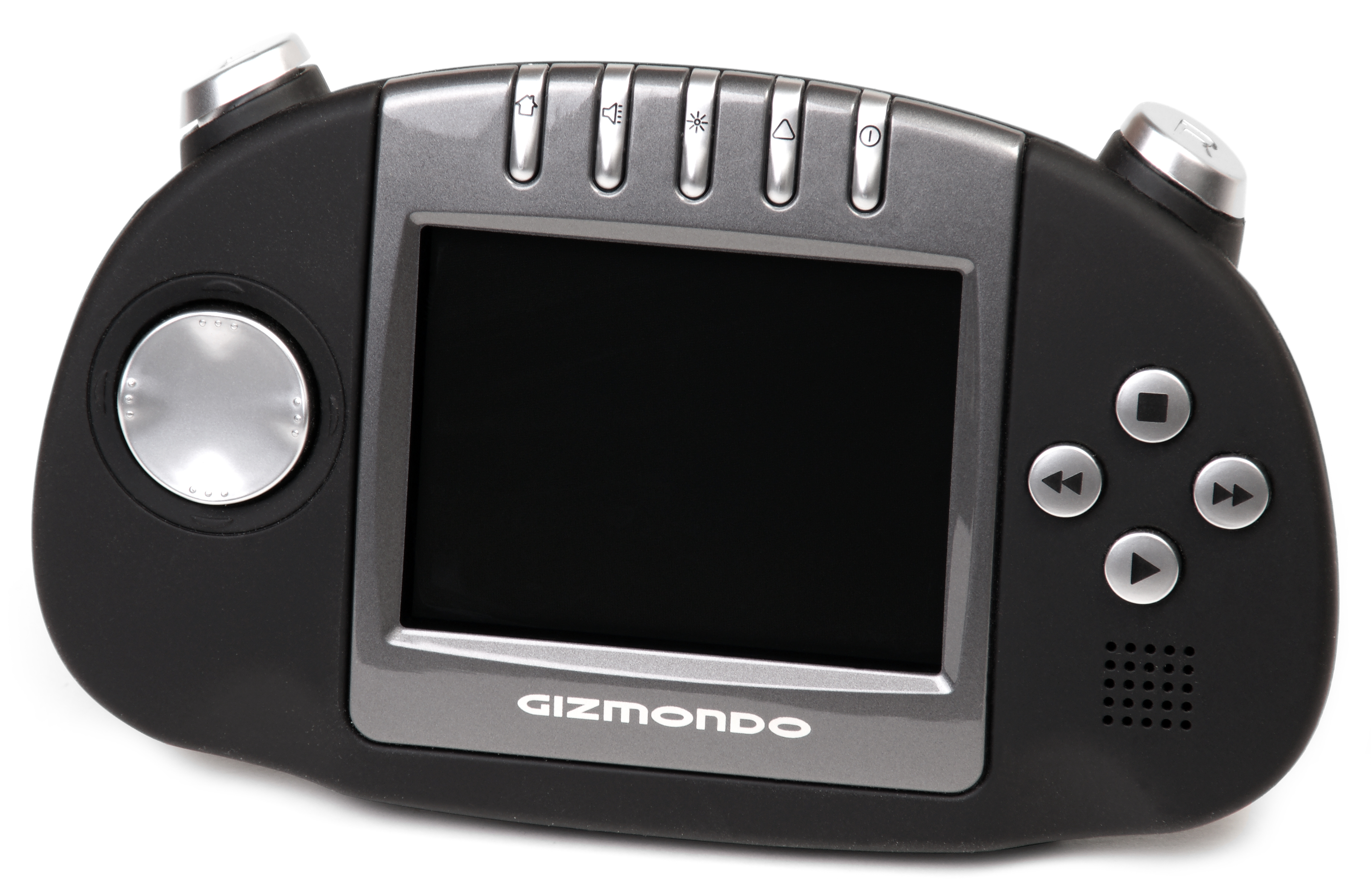
O console de jogos portátil Gizmondo

O Gizmondo foi um console portátil desenvolvido e vendido pela Tiger Telematics. Devido ao fracasso do Gizmondo, apenas 14 jogos foram lançados. O Gizmondo foi lançado em 19 de março de 2005 na Europa. Na América do Norte, o Gizmondo foi lançado em 22 de outubro de 2005. As vendas do Gizmondo foram fracas, com menos de 25 mil unidades vendidas. Em fevereiro de 2006, foi descontinuado quando a Tiger Telematics, fabricante do Gizmondo, declarou falência. Por causa disso, cada jogo lançado na América do Norte foi um título de lançamento, e todos os outros jogos em desenvolvimento nunca foram lançados.

## Jogos
| Título(s)               | Desenvolvedor                               | Editora          | Lançamento na AN      | Lançamento na EU       |
| ----------------------- | ------------------------------------------- | ---------------- | --------------------- | ---------------------- |
| Classic Compendium      | AI Factory                                  | Gizmondo Games   | 22 de outubro de 2005 | 9 de agosto de 2005    |
| Classic Compendium 2    | AI Factory                                  | Gizmondo Games   | 22 de outubro de 2005 | 14 de outubro de 2005  |
| Fathammer Classics Pack | Fathammer/Ninai Games/Vasara Games          | Gizmondo Studios | N/A                   | 19 de março de 2005    |
| FIFA Soccer 2005        | Exient Entertainment/Electronic Arts Canada | Gizmondo Games   | N/A                   | 15 de setembro de 2005 |
| Gizmondo Motocross 2005 | Housemarque                                 | Fathammer        | 22 de outubro de 2005 | 20 de abril de 2005    |
| Hockey Rage 2005        | Chairman & Board                            | Fathammer        | N/A                   | 26 de abril de 2005    |
| Interstellar Flames 2   | Xen Games                                   | Gizmondo Studios | N/A                   | 30 de setembro de 2005 |
| Pocket Ping Pong 2005   | Netdol                                      | Fathammer        | N/A                   | 18 de maio de 2005     |
| Point of Destruction    | Gizmondo Studios Manchester                 | Gizmondo Studios | 22 de outubro de 2005 | 5 de agosto de 2005    |
| Richard Burns Rally     | Gizmondo Studios Manchester                 | Gizmondo Eur Ltd | 22 de outubro de 2005 | 11 de julho de 2005    |
| SSX 3                   | Exient Entertainment/Electronic Arts        | Gizmondo Games   | N/A                   | 31 de agosto de 2005   |
| Sticky Balls            | Gizmondo Studios Manchester                 | Gizmondo Games   | 22 de outubro de 2005 | 24 de maio de 2005     |
| Toy Golf                | Ninai Games                                 | Fathammer        | 22 de outubro de 2005 | 4 de maio de 2005      |
| Trailblazer             | Gizmondo Studios Manchester                 | Gizmondo Eur Ltd | 22 de outubro de 2005 | 19 de março de 2005    |

## Jogos cancelados
| Título                               | Referências |
| ------------------------------------ | ----------- |
| Agaju: The Sacred Path of Treasure   |             |
| Age of Empires                       |             |
| Alien Hominid                        |             |
| Ball Busters                         |             |
| Battlestations: Midway               |             |
| Blood Bowl                           |             |
| Bollox                               | [ 1 ]       |
| Carmageddon                          | [ 1 ]       |
| Casino                               |             |
| Catapult                             | [ 1 ]       |
| Chicane: Jenson Button Street Racing | [ 1 ]       |
| City                                 |             |
| Colors                               | [ 1 ]       |
| Conflict: Desert Storm II            |             |
| Conflict: Vietnam                    | [ 1 ]       |
| Fallen Kingdoms                      |             |
| Furious Phil                         |             |
| Future Tactics: The Uprising         | [ 1 ]       |
| Ghost                                |             |
| Goal                                 |             |
| Hit & Myth                           | [ 1 ]       |
| Halo: Combat Evolved                 |             |
| It's Mr. Pants                       |             |
| Johnny Whatever                      |             |
| Jump                                 |             |
| L.A. Rush                            |             |
| MechAssault                          |             |
| Milo and the Rainbow Nasties         |             |
| Momma Can I Mow The Lawn             |             |
| Race                                 |             |
| Rayman                               |             |
| SpeedGun Stadium                     |             |
| Supernaturals                        |             |
| Sega Classics Pack                   |             |
| The Great Escape                     |             |
| Tomb Raider                          |             |
| Verbier Ride                         |             |
| Virtual Squash                       |             |
| Worms World Party                    |             |